# 青木直継
青木 直継（あおき なおつぐ）は、安土桃山時代の武将。豊臣秀吉の家臣。

## 経歴
毛利氏征伐（播磨攻め）に参陣し、天正6年（1578年）9月10日の播磨国神吉城の戦いで戦死した。 